# ボジャ航空
ボジャ航空 (英:Bhoja Air、ウルドゥー語:بھوجاائیر) は、かつて存在したパキスタンのシンド州カラチを拠点とするパキスタンの航空会社。

## 解説
航空会社は1993年に設立され、定期旅客便の小さな国内ネットワークを運営していた。財政難のため、航空会社は2000年から2012年の間に運航を完全に停止した。
その後、運航を再開したが、2012年4月20日に、ボジャ航空213便墜落事故（Bhoja Air Flight 213）が発生し、ボジャ航空は事業者免許を失い、2012年7月に最後に運航を停止した。